# Kocsord
Kocsord is een plaats (község) en gemeente in het Hongaarse comitaat Szabolcs-Szatmár-Bereg. Kocsord telt 3070 inwoners (2001).